# 4-氰基吡啶
4-氰基吡啶是一种有机化合物，化学式为C6H4N2。它可由4-甲基吡啶在焦磷酸氧钒的催化下和氨、氧反应得到。在金属氧化物催化下，它可以水解为异烟酰胺。它和叠氮化钠反应，可以得到4-(2H-四唑-5-基)吡啶。